# 护安镇
护安镇，是中华人民共和国四川省广安市前锋区下辖的一个乡镇级行政单位。

## 行政区划
护安镇下辖以下地区：
民丰路社区、护安村、洞岩村、岩口村、翰石村、明星村、团柏村、双石村、彭岩村、渠江村、虎啸村、圆门村、护坝村、鸣钟村、石泉村、青龙村、沙坪村、老坡村、鹅凤村、长堰村、坳盆村、蒿坝村、窑湾村和寨子村。